# Дуркино (Калужская область)
Дуркино — деревня в Малоярославецком муниципальном районе Калужской области. Входит в сельское поселение «Село Ильинское». В деревне действующая деревянная церковь Андрея Первозванного, построенная  в XXI веке.   

## География
Рядом деревни Марютино и Сокольники Вторые.

## История
В 1782-м году деревня Дуркино Боровского уезда на речке Немерзля, во владении Радищевых, Зенбулатовых, Федящевых и Синбухина.

## Население
| 2002 | 2010 |
| ---- | ---- |
| 6    | ↗12  |